# Marguerite Burnat-Provins

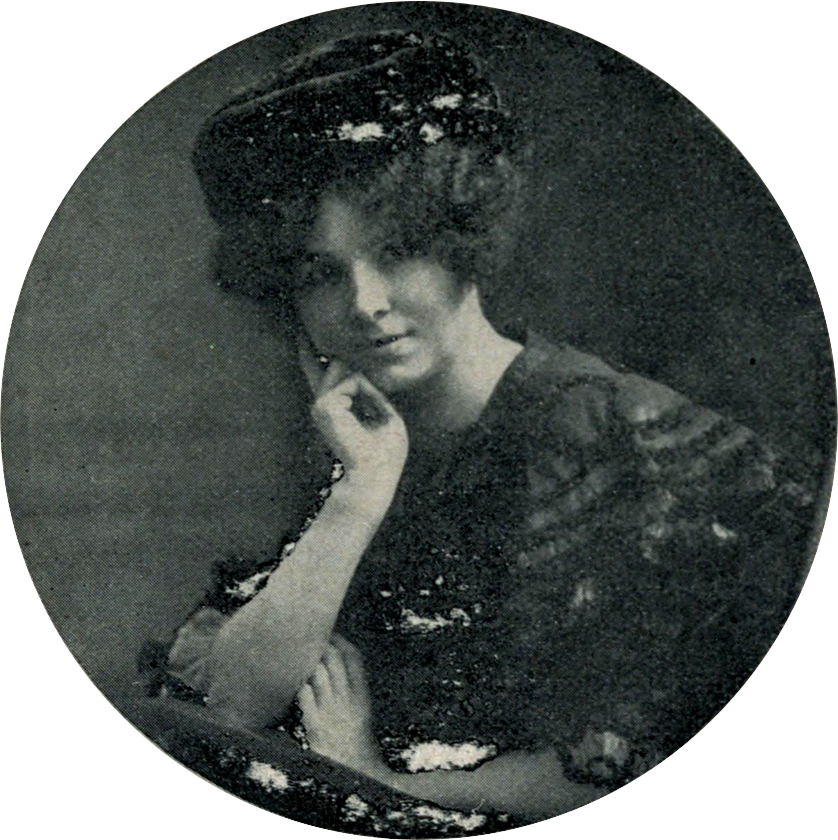
Porträt von Frédéric Boissonnas (1908)

Marguerite Provins, besser bekannt als Marguerite Burnat-Provins (* 26. Juni 1872 in Arras; † 20. November 1952 in Grasse) war eine französisch-schweizerische Schriftstellerin und Kunstmalerin.

## Leben
Marguerite Provins aus Arras absolvierte in Paris eine Kunstausbildung und beschäftigte sich dabei auch mit dem Symbolismus. 1896 heiratete sie den Architekten Adolphe Burnat aus Vevey und wohnte von da an für ein Dutzend Jahre in der Gegend am Genfersee. Sie erteilte Kunstunterricht in ihrem Malatelier in Vevey und an der École Vinet in Lausanne und schrieb als Korrespondentin für die Gazette de Lausanne. Sie bereiste einige Länder Europas, unter anderem Deutschland und die Niederlande. Im Jahr 1905 zählte sie zu den Gründern der Schweizerischen Vereinigung für Heimatschutz, einer Nonprofitorganisation im Bereich der Baukultur und der Volkskunde.

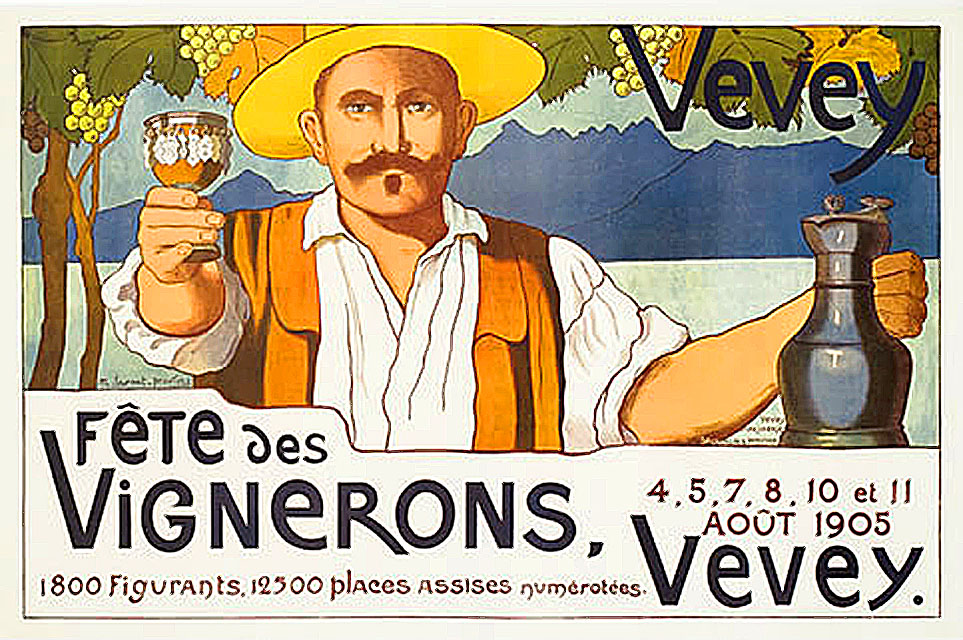
Werbeplakat zur Fête des Vignerons (um 1905)

Werbeplakat (um 1905)

Seit 1901 wohnte das Ehepaar Burnat in La Tour-de-Peilz. Als die Ehe mit Adolphe Burnat im Jahr 1908 zerbrach, verließ Marguerite Provins die Region im Waadtland. Später heiratete sie in zweiter Ehe den Walliser Ingenieur Paul Kalbermatten. Mit ihrer Malerei näherte sie sich der Künstlergruppe Schule von Savièse an, mit deren Exponenten Ernest Biéler sie seit ihrer ersten Begegnung im Jahr 1898 befreundet war. Auf mehreren Fahrten erkundete Marguerite Provins das Wallis und hielt ihre Eindrücke zeichnerisch fest. Im Jahr 1903 konnte sie bei Säuberlin et Pfeiffer in Vevey ihr erstes Buch Petits Tableaux valaisans mit höchst aufwändig gedruckten mehrfarbigen Holzstichen ihrer Skizzen herausgeben, das wegen der kunstvollen Drucktechnik viel Beachtung fand. In den nächsten Jahren folgten weitere Bildbände aus der gleichen Druckerei. Die Künstlerin erhielt unter anderem auch den Auftrag, das Plakat für die Fête des Vignerons 1905 zu gestalten.
Sie gründete 1905 die Ligue pour la Beauté, welche noch im selben Jahr in den  Schweizerischen Heimatschutz integriert wurde, deren Vorstand sie angehörte.
Seit der Zeit des Ersten Weltkriegs schuf Marguerite Provins eine sehr umfangreiche Serie ungewöhnlicher Zeichnungen mit phantastischen Bildsujets, die später eine Rezeption im Kontext der Art brut fanden.
Sie interessierte sich zunehmend für die Kultur des Nahen Ostens und Nordafrikas; Eindrücke von diesen Regionen und ihren Aufenthalten in Marokko verarbeitete sie in ihren späteren Werken. Am Ende ihres Lebens zog sich Marguerite Provins nach Grasse im Süden der Seealpen zurück.
Die Künstlerin hatte mit ihrem vielseitigen Werk, abgesehen von den Drucken, zu Lebzeiten wenig öffentlichen Erfolg. Ihre Arbeiten sind jedoch in verschiedenen Museen und Sammlungen der Schweiz und Frankreichs vertreten. Der Westschweizer Verein Association des Amis de Marguerite Burnat-Provins dokumentiert das Wirken der Künstlerin. Auf Empfehlung der wissenschaftlichen Beraterin des Vereins Anne Muray-Robertson zeigte das Musée Jenisch in Vevey im Jahr 2020 in Zusammenarbeit mit dem Kunstmuseum von Arras, dem Kunstmuseum Wallis und der Collection de l’Art Brut in Lausanne eine Retrospektive zu ihrem Werk.

## Schriften
- Petits Tableaux valaisans. 1903
- Heures d’automne. 1904
- Chansons rustiques. 1905
- Le Chant du verdier. 1906
- Sous les noyers. 1907
- Le Livre pour toi. 1907.
- Le Cœur sauvage. 1909.
- Cantique d’été. 1910.
- La Fenêtre ouverte sur la vallée. 1912.
- La Servante. 1914
- Poèmes de la boule de verre. 1917
- Nouveaux poèmes de la boule de verre. 1918.
- Vous. 1919.
- Heures d’hiver. 1920.
- Poèmes troubles. 1920.
- Le Livre du Pays d’Ar Mor. 1920.
- Poèmes de la soif. 1921.
- Poèmes du scorpion. 1921.
- Contes en vingt lignes. 1922.
- Le Voile. 1929.
- Près du rouge-gorge. 1937.
- La Cordalca. 1943.